# ماری ماورز
ماری ماورز (آلمانی: Marie Mävers؛ زادهٔ ۱۳ فوریهٔ ۱۹۹۱) بازیکن هاکی روی چمن اهل آلمان است.